# Shelbourne United
Shelbourne United – nieistniejący irlandzki klub piłkarski, który swoją siedzibę miał w stolicy kraju, Dublinie. Został założony w 1921, jednak już w 1924 został rozwiązany. W tym czasie zdołał rozegrać 3 sezony w 1. lidze.
Swoje mecze domowe rozgrywał na stationie Anglesea Road, jednak podczas swojego ostatniego sezonu w 1. lidze korzystał ze obiektu Glenmalure Park.

## Osiągnięcia
- Mistrzostwa Irlandii:

3. miejsce: 1922